# Titularbistum Caudium
Caudium (ital.: Arpaia) ist ein Titularbistum der römisch-katholischen Kirche. 
Es geht zurück auf einen Bischofssitz in der antiken Stadt Caudium, die mit dem späteren Arpaia gleichgesetzt wurde und sich in der italienischen Region Kampanien befand. Es gehörte der Kirchenprovinz Benevento an. 
| Titularbischöfe von Caudium |                                                 |                                            |                  |                   |
| Nr.                         | Name                                            | Amt                                        | von              | bis               |
| 1                           | François-Victor-Marie Frétellière PSS           | Weihbischof in Bordeaux-Bazas (Frankreich) | 2. Januar 1971   | 21. November 1979 |
| 2                           | George Eli Dion OMI                             | Apostolischer Vikar in Jolo (Philippinen)  | 28. Januar 1980  | 12. Februar 1999  |
| 3                           | George Panikulam Titularerzbischof pro hac vice | Apostolischer Nuntius                      | 4. Dezember 1999 |                   |